# Gare de Teltow-Ville
À ne pas confondre avec la gare de Teltow.
La gare de Teltow-Ville (Bahnhof Teltow Stadt en allemand) est une gare ferroviaire allemande située dans le Brandebourg à la frontière méridionale de Berlin, dans la ville de Teltow. 
C'est le terminus sud des lignes 25 et 26 du S-Bahn de Berlin.

## Histoire
De juillet 1951 au 13 août 1961, un S-Bahn permettait de relier cet endroit au centre de Berlin. Les trains du transport Sputnik ont ensuite pris en charge le transport de passagers vers Berlin, sans jamais véritablement remplacer le S-Bahn.
La construction de la gare actuelle a commencé le 22 octobre 2003 pour une mise en service seize mois plus tard, le 24 février 2005.

## Service des voyageurs

### Accueil
La gare est un point d'arrêt non géré en accès libre. Elle dispose d'un distributeur automatique de billets, de bandes podotactiles et d'un ascenseur ce qui en fait une gare accessible aux personnes à mobilité réduite.

### Desserte
À l'ouverture de la ligne, la gare était desservie toutes les 20 minutes en journée. Depuis juillet 2011, la cadence a été multipliée par deux avec une desserte du S25 toutes les dix minutes. Depuis la réforme du 10 décembre 2017, la gare est alternativement desservie par le S25 et le S26.
En conséquence, le nombre d'usagers a sensiblement augmenté dans les dernières années, aussi grâce aux nombreuses correspondances possibles avec les autobus. Le nombre d'usagers journaliers est passé de 3 200 en 2008 à 7 000 en 2012. 

### Intermodalité
Il y a de nombreuses correspondances d'autobus à destination de Potsdam, Stahnsdorf, Ludwigsfelde, Blankenfelde, Mahlow ou Berlin-centre qui font halte à la gare ferroviaire : les bus nos X1, X10, 600, 601, 620, 625, 626, 627, 704 et le bus nocturne N43.